# Apaturopsis
Apaturopsis is een geslacht van vlinders uit de familie Nymphalidae.

## Soorten
- Apaturopsis cleochares
- Apaturopsis kilusa
- Apaturopsis paulianii